# Web Language Lab
Le Web Language Lab, souvent désigné par WLL, est un laboratoire de langues numérique en ligne, multilingue et accessible à tout public sur Internet. Il a été créé au cours de l'été 2000 sur une idée originale de Robert Tuffigo, professeur agrégé d'anglais à la retraite, avec la contribution d'Etienne Chevillard, ancien étudiant en informatique et aujourd'hui informaticien.

## Caractéristiques techniques du Web Language Lab
Le Web Language Lab est développé avec :
- HTML 4,
- CSS 2,
- PHP 5,
- JavaScript 1.3.

## Contenu

### Organisation et fonctionnement
Le Web Language Lab se compose :
- D'une zone d'apprentissage (Learning zone) destinée aux élèves et aux étudiants de tous âges.
- D'une zone d'enseignement (Teaching zone) destinée aux enseignants.
- D'un portail Agro/Véto destiné aux établissements d'enseignement supérieur agronomique et vétérinaire.
- D'un portail Collèges destiné aux élèves de la 6e à la 3e.
- D'un portail Lycées destiné aux élèves de la seconde à la terminale.
- D'un portail Enseignement supérieur destiné aux étudiants en BTS, Universités, Grandes écoles, etc.

Chaque page du site est accessible en français, en anglais ou en breton. La traduction en breton a été réalisée par l'association An Drouizig.

### Zone d'apprentissage
La zone d'apprentissage ou Learning zone est destinée aux élèves et aux étudiants de tous âges. Elle se compose de 5 pages :
- La page Accueil affiche les derniers cours créés sur le Web Language Lab.
- La page Cours permet aux élèves de sélectionner un cours dans la langue de leur choix. Les cours peuvent être classés par langue étudiée ou par date de création.
- La page Jeux propose des mots croisés pour se détendre entre deux cours.
- La page Forum permet d'échanger avec les enseignants et les autres étudiants du site, en déposant un message ou en contribuant aux messages déposés.
- La page FAQ constitue la Foire Aux Questions : elle apporte les réponses aux questions fréquemment posées concernant le site.

Au premier décembre 2011, la zone d'apprentissage propose 103 cours. La majorité de ces cours est en anglais des États-Unis.

### Zone d'enseignement
La zone d'enseignement ou Teaching zone permet aux enseignants de réaliser des cours de langue, à partir d'un texte et de l'enregistrement audio associé. Ce travail de production nécessite le téléchargement de l'éditeur de cours WLLedit.
Cette zone comporte 4 pages :
- La page Accueil explique le rôle de la zone d'enseignement.
- La page WLLedit présente le logiciel d'édition de cours WLLedit et permet de le télécharger.
- La page Portails donne les liens directs vers les portails Agro/Véto, Collèges, Lycées et Enseignement supérieur.
- La page Forum permet d'échanger avec les enseignants et les autres étudiants du site, en déposant un message ou en contribuant aux messages déposés.

### Couverture thématique
Les cours réalisés pour le Web Language Lab s'inspirent de l'actualité. Les thèmes suivants sont ainsi abordés :
- Arts
- Actualités internationales
- Agriculture, agronomie
- Animaux
- Culture
- Économie
- Éducation
- Environnement et développement durable
- Histoire
- Moyens de transport
- Santé
- Société
- Sports
- Technologie et communication
- Travail

## Autres formes du Web Language Lab
Le Web Language Lab se présente aussi sous la forme d'un CD-Rom ou d'une clé USB de démonstration, permettant de tester le site en mode hors-ligne, à la manière d'une application portable. L'intégralité des cours proposés peut ainsi être utilisée sur un poste de travail sans connexion à Internet.

## Statistiques
Le 100e cours a été créé par Robert Tuffigo le 12 avril 2009 :
Cours "Lottery"
Le Web Language Lab a passé le cap des 10 000 visiteurs (nombre de visites uniques sur la Zone d'apprentissage) au début de l'année 2004. Le cap des 100 000 visiteurs a été franchi le 14 octobre 2010.
En 2010, une moyenne de 100 000 pages sont téléchargées chaque mois sur WLL, pour 1,3 Go de trafic. Le record a été atteint en février 2010, avec 277 641 pages téléchargées et 3 Go de trafic.